# رياض يوسف حمزة
رياض يوسف حمزة رئيس الجامعة الملكية للبنات الحالي ورئيس جامعة البحرين السابق.

## النشأة والتعليم
حصل رياض على درجة الدكتوراه في العام 1984 في الكيمياء الحيوية (علم الأنزيمات) من جامعة هيوستن بالولايات المتحدة الأميركية.

## المسيرة المهنية
في عام 1985 التحق بالعمل في جامعة الخليج العربي إبان تأسيسها حيث شغل العديد من المناصب القيادية فيها. شغل منصب مدير عام للشئون المالية والإدارية بجامعة الخليج العربي من 1986 إلى 1994. أسس في العام 1987 برنامج التقنية الحيوية بجامعة الخليج العربي وهو أول برنامج أكاديمي في الوطن العربي يمنح درجات علمية في هذا التخصص. تم تعيينه عميد كلية العلوم التطبيقية من 1990 إلى 1994. تمت ترقيته إلى منصب نائب رئيس جامعة الخليج العربي من 1994 إلى 2005.
مُنح درجة أستاذ في العام 1995. شغل منصب أستاذ التقنية الحيوية البيئية بجامعة الخليج العربي وعضو مجلس التعليم العالي في مملكة البحرين. في العام 2011 أصدر ملك البحرين حمد بن عيسى بن سلمان آل خليفة مرسوماً بتعيينه أمين عامّ مجلس التعليم العالي بوزارة التربية والتعليم بدرجة وكيل وزارة.
تتركز اهتماماته العلمية البحثية في التقنية الحيوية وتطبيقاتها كالتفتيت الحيوي للملوثات الكيميائية وبالأخص النفط الخام ومشتقاته وعمليات إزالة الكبريت منه باستخدام البكتيريا. وأشرف على العديد من رسائل الماجستير والدكتوراه وله العديد من الأبحاث العلمية المنشورة في مجلات علمية عالمية وإقليمية محكمة. ونظم وشارك في العديد من المؤتمرات الإقليمية والعالمية وألقى فيها محاضرات.
تولى مهام رئيس هيئة تحرير مجلة الخليج العربي للبحوث العلمية من 1998 إلى 2006 وهي مجلة علمية دورية.
أصدر ملك البحرين المرسوم رقم 20 لسنة 2016 بتعيين يوسف رئيس لجامعة البحرين وتكون مدة رئاسته لهذه الجامعة أربع سنوات. في عام 2018 دشن مركز حاضنة الأعمال وهو السلم الذي سيرتقي بالطلبة والموظفين وشركاء الجامعة وسينقلهم إلى عالم المشاريع الخاصة بعيداً عن الاعتماد على الوظائف في المؤسسات والوزارات والشركات. وقال: «نحتفل اليوم جميعاً بهذا المركز الذي هو بداية لولادة مشاريع خاصة قائمة على ركائز علمية وإدارية مدروسة تبلور لمستقبل جديد مليء بالطموح والإنجاز والابتكار لرواد الأعمال».

## المؤلفات
شارك في تحرير كتاب: التخطيط الوطني للتنوع البيولوجي في الوطن العربي (2001).

## طالع أيضًا
- جامعة البحرين
- جامعة الخليج العربي